# Cyklonus
Cyklonus, postać uniwersum Transformery, należący do Decepticonów.

## Transformers: Generacja 1
Cyklonus powstał w filmie The Transformers: The Movie. W roku 2005, po pyrrusowym zwycięstwie w bitwie o Autobot City, Decepticony w drodze na Cybertron wyrzuciły w kosmos rannych. Ich ciała zostały przywrócone do życia, naprawione i ulepszonego przez Unicrona. Tak powstał m.in. Galvatron.
Przekształca się w myśliwiec napędzany energią nuklearną. Służył jako statek pilotowany przez Galvatrona. Został mianowany zastępcą wodza. Uciekając przed Aerobotami wraz ze Scourgem odkrył Paradron, planetę pacyfistycznych Autobotów bez żadnej broni, ale po brzegi wypełnionej energonem. Zamieszkiwali ją uchodźcy z Cybertrona. Po ofensywie Autobów, została zniszczona. W jego ciele zamieszkał duch Starscreama, próbując zemścić się na Galvatronie
Wśród Decepticonów Cyklonus jest prawą ręką Galvatrona. To z jego inicjatywy Decepticony odnajdują przywódcę w odległym kosmosie, leżącego w kraterze pełnym lawy, do którego trafił wyrzucony w przestrzeń przez Rodimusa Prime. Cyklonus należy do najinteligentniejszych Decepticonów. W ekstremalnych sytuacjach może współpracować nawet z Autobotami! Bardzo rzadko lekceważy siły przeciwnika, potrafi przewidywać jego poczynania i omijać pułapki. Szybki, zwrotny, celnie strzelający i cieszący się autorytetem wśród podwładnych.

### Kłopot z identyfikacją
Nie wiadomo kim był robot, z którego powstał. W filmie Skywarp i Bombshell zmieniają się w dwóch Cyklonusów. W dialogu słyszymy "wojownik Cyklonus i jego armada". Prawdopodobnie jest to błąd spowodowany porzuceniem planów armii na jego wzór, podobnie jak swoje kopie ma Scourge. Duplikat Cyklonusa, znika w następnych scenach. Pytanie tylko, kto był jego przodkiem: Bombshell czy Skywarp?

### Zalety
- inteligencja
- autorytet
- umiejętności przywódcze
- szybkość i zwrotność
- wysoka skuteczność bojowa

### Wady
- brak

### Głosy
W filmie i w większości odcinków, głosu użyczył Roger C. Carmel. Później był to Jack Angel

## Trylogia Unicrona
Cyklonus był Deceptikonem, lecz w Transformers: Armada po bitwie z Galvatronem, został przygarnięty przez Autoboty (już w Transformerzy: Wojna o Energon). Zmieniał się w helikopter. Gdy Megatron ożył, uleczył Cyklonusa, gdy ten był w opłakanym stanie (odcinek "Kicker, strzeż się!") i zmienił go, w nową, ulepszoną wersję – Snow Cata.